# Bergiele
Bergiele (ukr. Берегелі) – wieś na Ukrainie w rejonie starokonstantynowskim obwodu chmielnickiego.
Miejscowość opisana w książce Zofii Kossak pt. Pożoga. Wspomnienie z Wołynia 1917-1919.